# Froggattella
Froggattella es un género de hormigas, familia Formicidae. Se distribuyen por Australia.
Sus dos especies son de tamaño pequeño a mediano, se las encuentra en senderos bien demarcados en vegetación baja.

## Especies
Se reconocen las siguientes:
- Froggattella kirbii (Lowne, 1865)
- Froggattella latispina Wheeler, 1936